# Visione cristiana sul divorzio

Enrico VIII d'Inghilterra è noto per aver creato uno scisma nella chiesa cattolica per ottenere l'annullamento del suo matrimonio.

La visione cristiana sul divorzio trova le proprie basi sia in fonti bibliche che nella legge di Mosè (Deut, 24, 1-4) oltre che nei risvolti politici dell'epoca della riforma protestante e della relativa controriforma. Secondo i vangeli sinottici, Gesù enfatizzò in più punti della sua vita il mantenimento del sacramento del matrimonio, (vedi Marco 10, 1-9, Matteo 19; Luca 16, 18) ma anche la sua integrità.
Sia nel vangelo di Matteo che in quello di Marco, Gesù ricorda e cita Genesi 1,27 ("uomo e donna Li creò"), e Genesi 2,24 ("che l'uomo lasci suo padre e sua madre e si congiunga a sua moglie: e i due siano una carne sola."). Gesù permise a chi è sposato di porre fine al matrimonio solo in caso di immoralità sessuale da parte del coniuge infedele (Matteo 19:9).
San Paolo apostolo pure citò questi passi nei suoi scritti.
La Chiesa cattolica ancora oggi proibisce il divorzio ma permette la dichiarazione di nullità del matrimonio (se un matrimonio celebrato viene poi scoperto non essere valido in quanto mancante di alcuni elementi ad esso fondamentali) in alcune circostanze specifiche. La Chiesa ortodossa permette divorzio e nuovo matrimonio in chiesa in alcune circostanze, sebbene le sue regole siano genericamente più restrittive rispetto a quelle del divorzio civile di molti paesi. Gran parte delle Chiese protestanti non proibiscono il divorzio ma lo scoraggiano e lo lasciano come ultima scelta in un rapporto di coppia insostenibile o compromesso.
Gli imperatori cristiani Costantino e Teodosio furono tra i primi ad emettere delle leggi sul divorzio, restringendone comunque la concessione ai casi gravi, ma tali regole vennero rilassate notevolmente da Giustiniano nel VI secolo. Dopo la caduta dell'impero romano d'occidente, la vita famigliare fu regolata più dall'autorità ecclesiastica che da quella civile.

## Riferimenti nei vangeli
Nel vangelo di Matteo, Gesù dice "Per la vostra durezza di cuore Mosè vi ha permesso di mandare via le vostre mogli, ma in principio non era così." E io vi dico: chiunque ripudia la propria moglie, eccetto che in caso di unione illegittima, e ne sposa un'altra, commette adulterio". Nel vangelo di Marco si trova una posizione analoga, ma a differenza di Matteo il divieto di divorzio non ammette eccezioni, nemmeno per immoralità sessuale. Il vangelo di Luca è molto più sintetico e dice semplicemente che "Chiunque ripudia la propria moglie e ne sposa un'altra, commette adulterio; chi sposa una donna ripudiata dal marito, commette adulterio".

## Chiesa cattolica
Anche se nella disciplina cattolica il matrimonio venne dichiarato un sacramento solo tra IX - X secolo, il divorzio era stato comunque ridotto sotto l'influenza della chiesa cattolica nella gestione degli stati altomedievali, che considerava appunto il matrimonio come istituito da Dio e da Cristo e come indissolubile da mano umana. Il matrimonio venne definito come sacramento all'inizio dell'anno 1208 quando papa Innocenzo III richiese ai membri di un altro movimento religioso di riconoscere che il matrimonio era un sacramento e una condizione per essere ricevuti nuovamente in seno alla Chiesa cattolica. Nel 1254, i cattolici accusarono i valdesi di condannare il sacramento del matrimonio "dicendo che le persone sposate fanno peccato mortale se si uniscono senza la speranza di una progenie". Nel 1439 il Concilio di Firenze definì il matrimonio come sacramento, solidificando la dottrina sviluppatasi nei precedenti dodici secoli e descrivendo il matrimonio come "indissolubile", dal momento che esso "significa l'unione indivisibile tra Cristo e la Chiesa". Proseguiva poi la riflessione "sebbene la separazione dei letti sia legittima per evitare la fornicazione, non è legale contrarre un altro matrimonio dal momento che il matrimonio legittimamente contratto è perpetuo".
Il divorzio era una delle pratiche che nell'Europa occidentale si era diffusa nuovamente a partire dal X secolo, la separazione consensuale tra marito e moglie come pure l'annullamento del matrimonio erano pratiche altrettanto conosciute. Quella che oggi è nota come "separazione legale" era all'epoca nota come divortium a mensa et thoro (divorzio dalla mensa e dal letto). Secondo tale pratica marito e moglie vivevano fisicamente separati ed era loro proibito coabitare insieme; ma la loro relazione matrimoniale non terminava formalmente.
La Chiesa cattolica si è tradizionalmente opposta alla legalizzazione del divorzio civile nei paesi a predominanza cattolica. Ad esempio, quando la Repubblica spagnola legalizzò il divorzio in Spagna per la prima volta, papa Pio XI scrisse: "la nuova legislazione spagnola, con la deleteria introduzione del divorzio, osa profanare il santuario della famiglia, impiantandovi, col tentativo di dissolvere la società domestica, il germine della rovina del buon andamento civile".
Il diritto canonico non fa menzione del divorzio, bensì della dichiarazione di nullità che può essere concessa ad una coppia qualora si producano prove di invalidità del matrimonio celebrato, come ad esempio la presenza di alcuni impedimenti. Il terreno della dichiarazione di nullità è determinato dall'autorità ecclesiastica e dai relativi tribunali. Essa è nota canonicamente come divortium a vinculo matrimonii ed è previsto "per quei casi di matrimonio dichiarabile nullo in quanto assolutamente illegittimo ab initio". La chiesa cattolica ritiene che il sacramento del matrimonio produca "una persona da due", un'unione inseparabile l'uno con l'altro: "La Sacra Scrittura afferma che uomo e donna siano stati creati l'uno per l'altra: Non è bene che l'uomo rimanga da solo. La donna, carne della sua carne è a lui eguale e la più prossiam di tutte le cose datagli da Dio come compagna ed aiuto; ella pertanto rappresenta Dio che viene in nostro aiuto. L'uomo lascerà quindi suo padre e sua madre e si unirà a sua moglie, e i due saranno una sola carne. Il Signore stesso ha mostrato il significato di quest'unione indissolubile richiamando il piano del Creatore dall'inizio: Essi pertanto non sono più due, ma una sola carne" Dal momento che marito e moglie divengono una persona sola col matrimonio, questa unicità può essere annullata solo se essa era da considerarsi nulla già inizialmente, motivo per cui il matrimonio non può esistere validamente.
Nel 2016, papa Francesco ha pubblicato l'enciclica Amoris laetitia, avente per tema tra gli altri proprio quello del divorzio nella società moderna ed il suo rapporto con la Chiesa cattolica.

## Chiesa ortodossa orientale
La Chiesa ortodossa orientale riconosce che vi sono dei casi in cui è meglio che una coppia si separi e per questo permette di risposarsi in chiesa, ad ogni modo le sue regole di divorzio sono molto più ristrette rispetto al divorzio civile della maggior parte dei paesi. Per gli ortodossi, il matrimonio è "indissolubile" e non deve essere rotto e la violazione di questa unione, percepita come santa, è un'offesa che porta all'adulterio, ma quando la convivenza tra i due partner è impossibile o uno dei due è distante per troppo tempo dalla casa coniugale, il divorzio ed il matrimonio vengono visti come un atto di compassione della chiesa verso l'uomo peccatore. Un numero molto basso di divorzi tra gli ortodossi greci come del resto quelli degli ortodossi in altre comunità, sottolinea ad ogni modo come molti ottengano il divorzio civile e spesso non quello religioso. Ai divorziati è spesso consentito risposarsi con altri partners ma è loro imposta una pena da espiare, spesso comminata dal vescovo locale, in un crescendo di gravità se si tratta del primo divorzio o meno. La Chiesa ortodossa tradizionalmente stabilisce che "si benedice il primo matrimonio, si celebra il secondo, si tollera il terzo e si proibisce il quarto". Alle vedove è concesso di risposarsi senza ripercussioni ed il loro secondo matrimonio è considerato benedetto come il primo. Unica eccezione a questa regola è rappresentata dal clero e dalle loro mogli. Se un pope sposato muore, il più delle volte la vedova non si risposa e solitamente esse terminano la loro vita in monastero.

## Altre Chiese ortodosse
Le altre Chiese ortodosse hanno solitamente termini riguardanti il divorzio molto più severe ed adottano una posizione intermedia tra la Chiesa di Roma e quella di Costantinopoli, permettendo il divorzio unicamente in caso di adulterio. Questa posizione viene accettata anche da copti e da armeni.

## Chiese riformate
La Westminster Confession of Faith (WCF), che raccoglie le rappresentanze della chiesa presbiteriana, permette il divorzio a determinate circostanze. Nel cap. 24, sez. 5, stabilisce che il contratto di matrimonio può esser dissolto solo in caso di adulterio o di abbandono del tetto coniugale, citando come prova Matteo 5,31.

## Chiese metodiste
La Allegheny Wesleyan Methodist Connection, nella sua Disciplina del 2014, prevede:

## Chiese battiste
Molte chiese evangeliche e protestanti di stampo conservatore come i battisti, si oppongono fermamente al divorzio, vedendolo come un peccato, citando Malachia 2,16: "Io odio il divorzio - disse Geova, il Dio d'Israele - e ciò che porta è violenza! - disse il signore degli eserciti". Ad ogni modo i matrimoni con persone di fedi differenti, vengono visti come aperti al divorzio in Ezra 9-10 e nella prima lettera ai Corinti, 7.

## Chiese anabattiste
Alcune chiese anabattiste proibiscono il divorzio in toto.

## Chiesa di Gesù Cristo dei santi degli ultimi giorni
La Chiesa di Gesù Cristo dei santi degli ultimi giorni scoraggia ufficialmente il divorzio, ma spinge i membri di questa confessione a collaborare tra loro per risolvere i problemi di coppia prima che questi possano inevitabilmente portare all'annullamento del matrimonio o al divorzio, permettendo queste pratiche unicamente in caso di infedeltà o in particolari casi di incomprensibilità interna alla coppia.
Tim B. Heaton, sociologo della Brigham Young University, spiega infatti che "la chiave della tenuta della teologia dei mormoni risiede nella famiglia, le cui relazioni devono perpetuarsi anche in Paradiso".